# Ньютаун (Коннектикут)
Ньюта́ун (англ. Newtown) — город в округе Фэрфилд, штата Коннектикут, США. Был основан в 1705 году, получил статус города в 1711 году. Население на 2011 год составляло 27 829 жителей.

## География
Ньютаун расположен в северной части округа Фэрфилд, приблизительно в семидесяти километрах на юго-запад от Хартфорда и в ста километрах на северо-восток от Нью-Йорка.
Общины, входящие в состав Ньютауна:
- Ботсфорд
- Доджингтаун
- Ньютаун Боро
- Роки Глен
- Сэнди-Хук
- Холивилл
- Хэттертаун

## Массовое убийство 2012 года
14 декабря 2012 года двадцатилетний Адам Лэнза, предварительно застрелив свою мать у себя в доме, ворвался в городскую начальную школу «Сэнди-Хук» с полуавтоматической винтовкой и пистолетами. В течение 11 минут Лэнза убил двадцать учеников начальных классов, шестерых взрослых работников школы и ранил двух взрослых, после чего застрелился. Это происшествие стало вторым по смертоносности массовым убийством в школах США.